# Colégio Santo Inácio

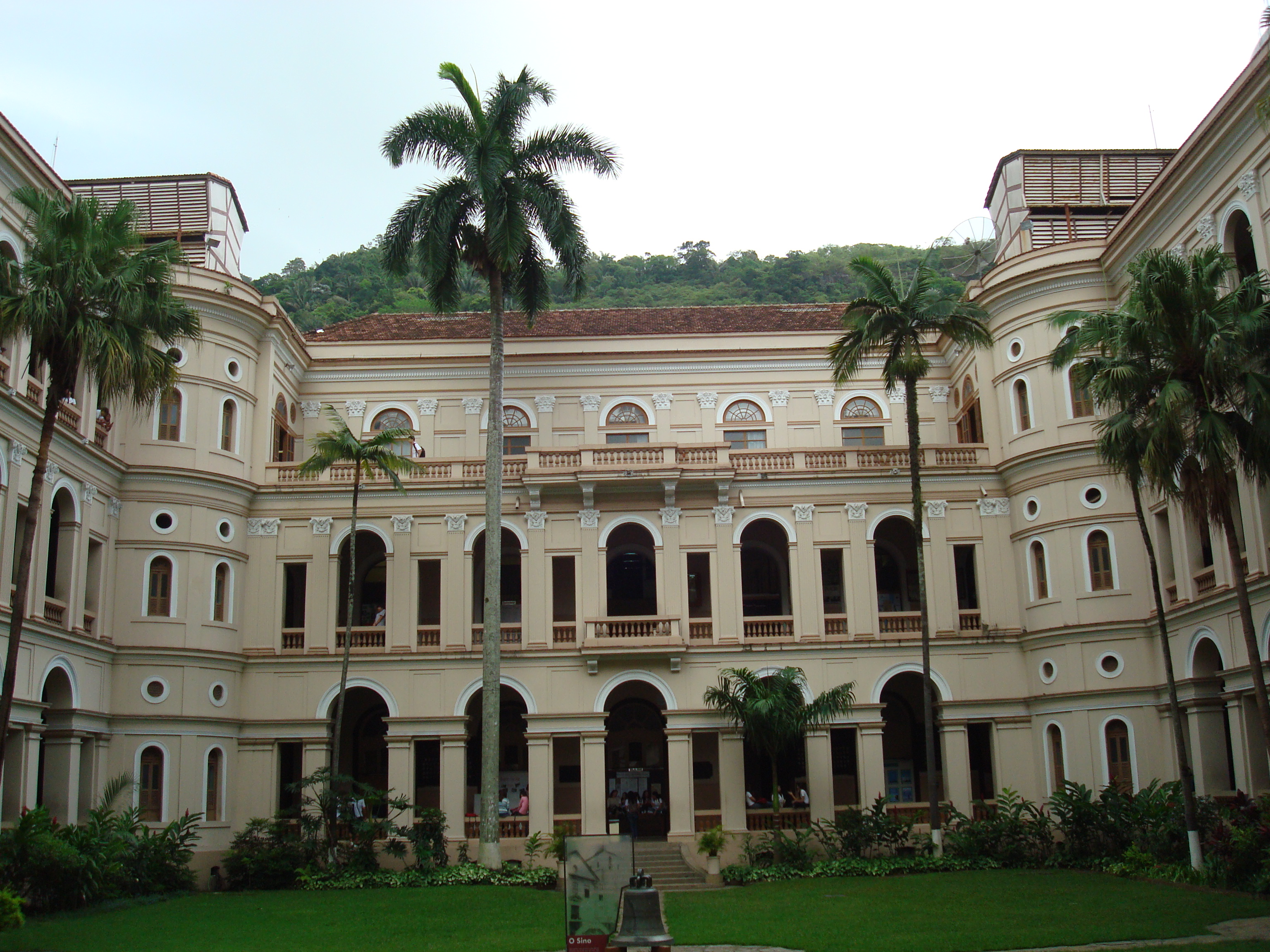
Pátio interno do Colégio Santo Inácio, conhecido como Pátio do Sino.

O Colégio Santo Inácio é uma instituição de ensino particular católica fundada em 1903 e pertencente à Companhia de Jesus. Está localizado no bairro de Botafogo, na Zona Sul da cidade do Rio de Janeiro, no Brasil. Está ligado ao antigo Colégio dos Jesuítas da Igreja de Santo Inácio, no Morro do Castelo, fundado em 1567, que foi uma das primeiras instituições de ensino do Brasil.
Em levantamento da Forbes de 2022 a mensalidade do colégio esteve entre as mais caras do país, por volta de 4 mil reais mensais, sendo a quarta mais cara do Rio de Janeiro e a 23ª mais cara do país.
O conjunto arquitetônico da instituição, que inclui o edifício original do colégio, a Igreja Nossa Senhora das Vitórias, a Casa de Anchieta e a sede da Congregação Mariana Nossa Senhora das Vitórias, teve seu tombamento autorizado pela prefeitura do Rio de Janeiro em 2007.

## História
Em 1567, com a expulsão dos franceses, a cidade do Rio de Janeiro se transferiu para o Morro do Castelo, e lá é que, naquele mesmo ano, foi fundado o Colégio dos Jesuítas, o primeiro colégio da cidade, tendo o padre Manuel da Nóbrega como primeiro reitor. No princípio, a atividade do colégio voltava-se principalmente para a catequese dos índios.

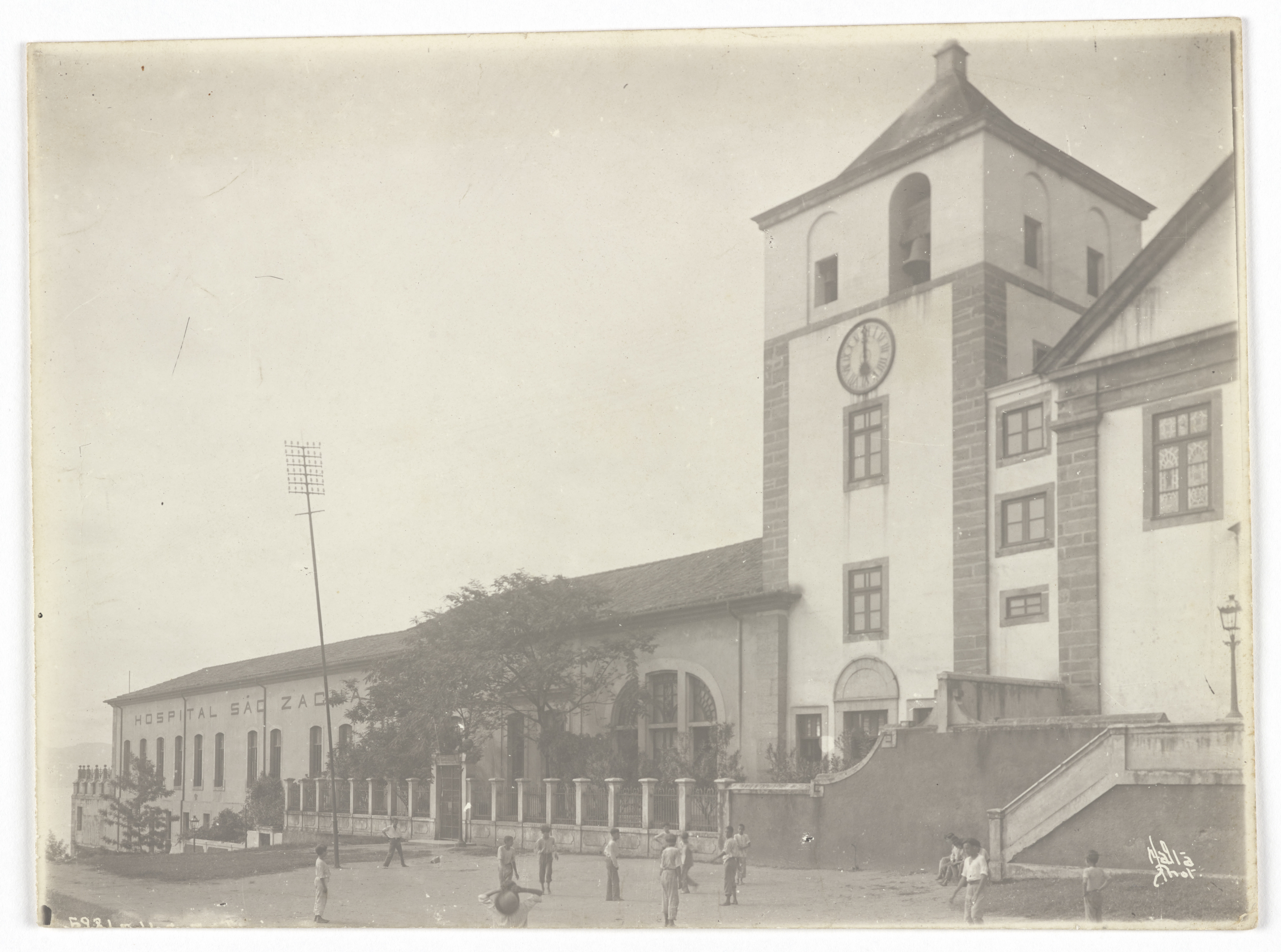
Igreja de Santo Inácio ou dos Jesuítas, no Morro do Castelo, ao lado do Hospital São Zacharias, antigo Colégio dos Jesuítas, fotografia de Augusto Malta, por volta de 1920. Acervo do Instituto Moreira Salles.

Em 1759, os jesuítas foram expulsos do Brasil, sendo, então, o colégio transformado em repartição militar. A Companhia de Jesus, suprimida a partir 1773 pelo papa Clemente XIV, foi restaurada em 1814, mas os padres jesuítas não mais reassumiriam o colégio no Morro do Castelo. Mais tarde, a pretexto de melhorias sanitárias e abertura de espaço para os pavilhões da Exposição Comemorativa do Centenário da Independência do Brasil, realizada em 1922, o morro foi desmontado e a igreja e o antigo prédio do colégio demolidos.

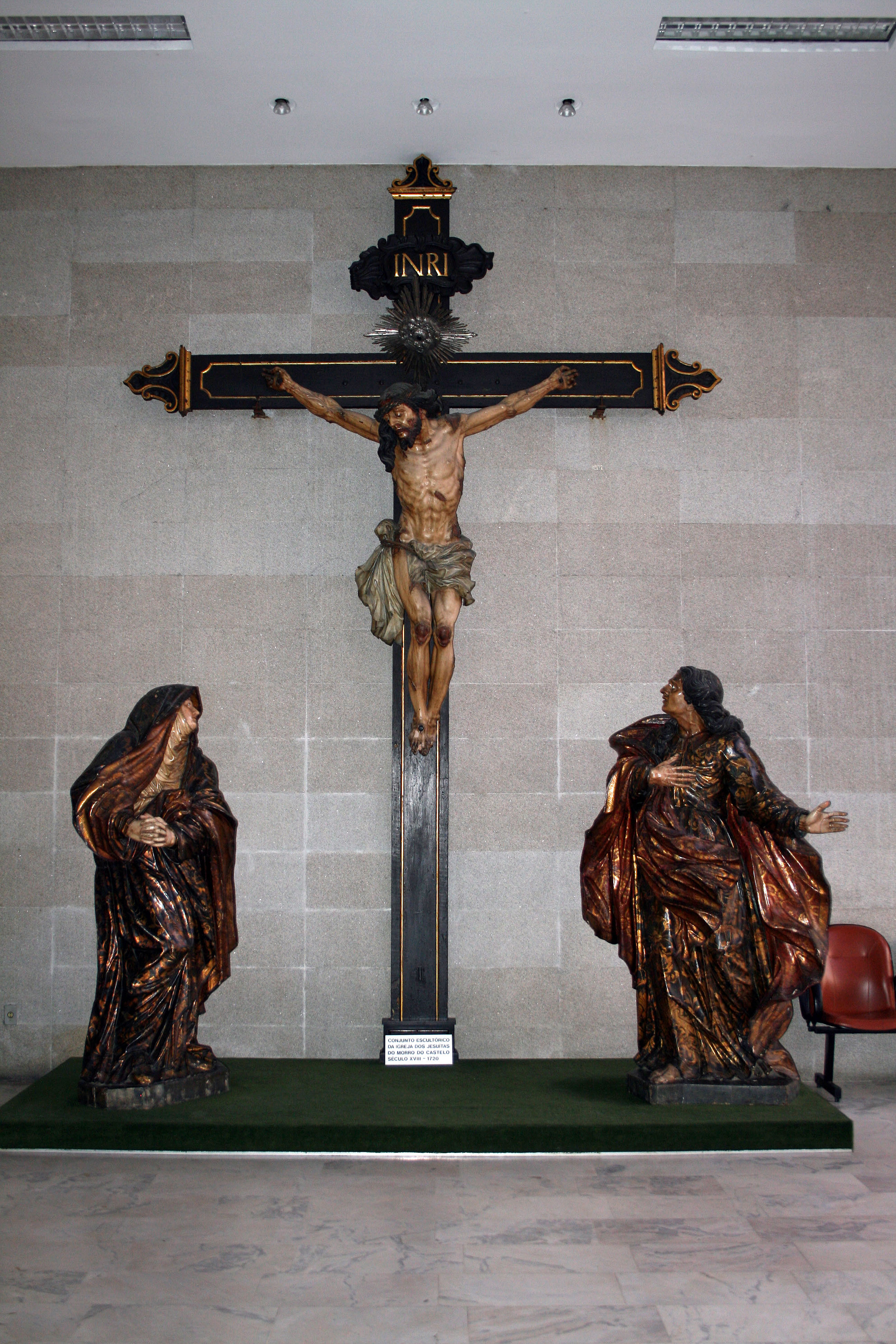
Conjunto Escultórico da antiga Igreja de Santo Inácio, no Colégio de Santo Inácio

Da igreja original do Morro do Castelo foram preservados o sino e um conjunto de esculturas barrocas, que atualmente ornam o pátio principal e o saguão do Colégio Santo Inácio, respectivamente. As colunas e o frontal da Igreja de Santo Inácio, na Rua São Clemente, assim como a imagem de Inácio de Loyola, presente em seu altar, foram, originalmente, encomendados para a igreja anexa ao colégio do Morro do Castelo, que nunca foi concluída.

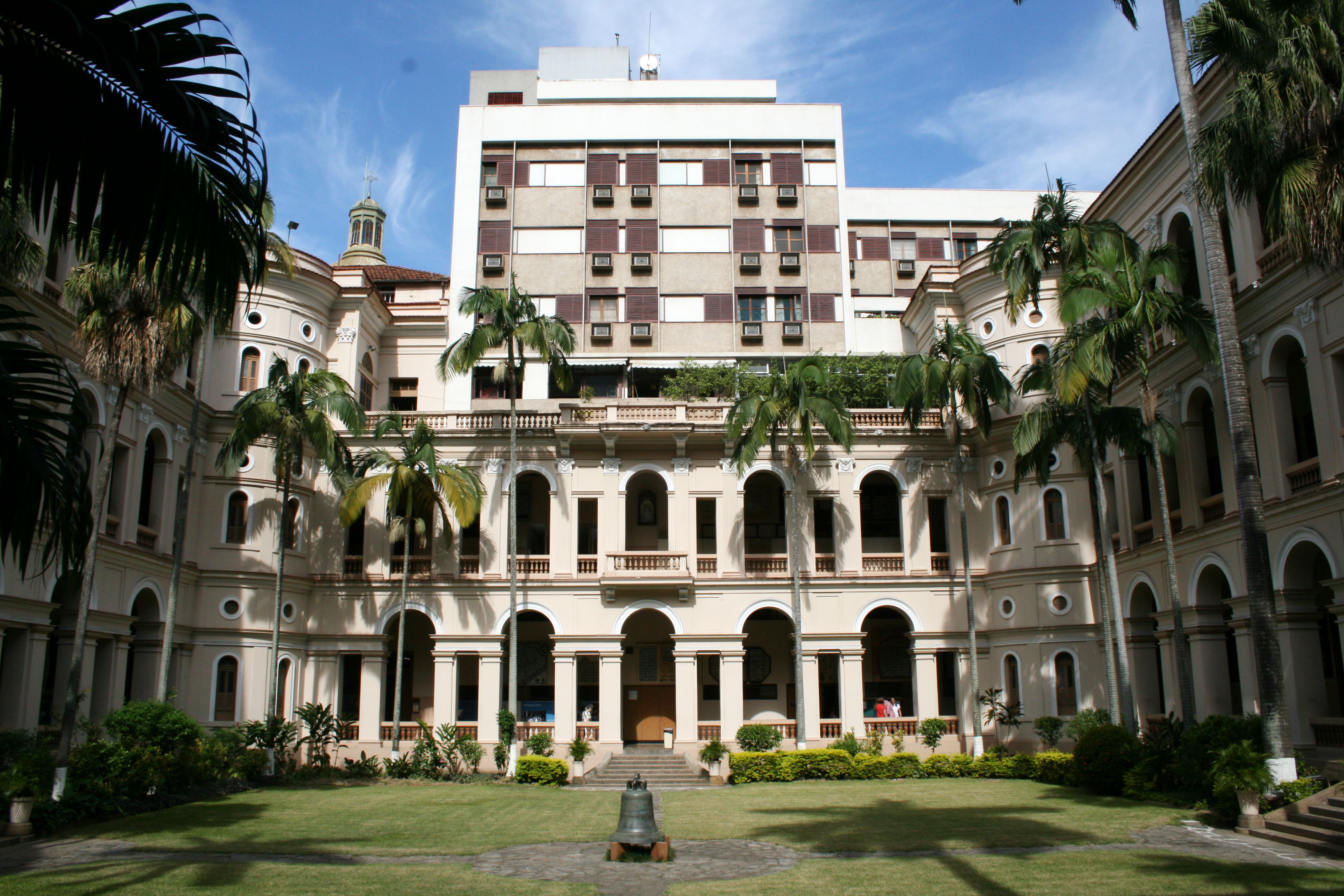
Pátio com o antigo sino da igreja no centro, no Colégio Santo Inácio

Em 1900, a residência dos padres jesuítas no Rio de Janeiro funcionava na casa de número 35 da rua Senador Vergueiro, no bairro do Flamengo. Ali foi mantida, até 1902, uma pequena escola primária, onde o padre Alexandre Diomedi reunia alguns meninos para ensinar-lhes música e para prepará-los para a primeira comunhão.
Em 1º de julho de 1903, os padres se mudaram para Botafogo, no número 132 da rua São Clemente, mais tarde o 226. Na casa alugada por 500 mil réis, após décadas de tentativas dos jesuítas de reabrirem um colégio no Rio, começou a funcionar o Externato Santo Inácio, sendo o primeiro reitor o padre Domingos de Meis. Foi renomeado para Colégio Santo Inácio em 1942. Atualmente, é mantido pela Sociedade Brasileira de Educação.
Inicialmente, em 1903, nove alunos se matricularam no curso de admissão ao ginásio - o equivalente ao atual quinto ano - havendo apenas um professor. Em 27 de setembro de 1905, a casa onde estava instalado o colégio foi definitivamente comprada por 150.000 cruzeiros e os alunos já eram, então, 92.
Até o início da década de 1970, apenas homens eram admitidos como alunos.